# Kippergasse 7a
Das Haus Kippergasse 7a ist ein Wohnhaus im Weimarer Ortsteil Ehringsdorf.

## Geschichte
Das Wohnhaus wurde 1928 im Auftrag des Buchdruckers Georg Volkmar nach dem Entwurf des Architekten Paul Bräunlich errichtet und gilt nach dem Kunsthistoriker Rainer Müller als "charakteristisches Besispiel  für die Adaption städtischer Hausformen in den stadtnahen Dörfern. Das Gebäude ist giebelständig und mit einem annähernd quadratischen Grundriss. Das Kellergeschoss wurde mit Natursteinbossen verkleidet, die sonstigen Wände sind verputzt. Das Gebäude hat ein ziegelbedecktes Satteldach. An der Giebelseite ist eine Veranda angefügt, an dem eine Fläche mit Hartbrandziegeln verkleidet ist. Diese wiederum sind unterschiedlich gefärbt, schwach hervorstehende Bindersteine erzeugen einen Anklang an expressionistische Architektur, was sich auch in der Verdachung der Fenster fortsetzt. Die Raumstruktur der Entstehungszeit blieb erhalten. Ein Holzlattenzaun grenzt das Grundstück von der Straße ab.